# 美山町立富波中学校
美山町立富波中学校（みやまちょうりつ　となみちゅうがっこう）は、かつて岐阜県山県郡美山町に存在した公立中学校。

## 概要
- 旧・山県郡富波村の中学校であり、富波小学校の児童が進学していた。1965年に西武芸中学校、乾中学校と統合し、美山南中学校の新設により廃校。
- 校舎は富波小学校に隣接していた。跡地は山県市富波運動場、山県市富波体育館となっている。

## 沿革
- 1947年（昭和22年）4月1日 - 山県郡富波村に富波村立富波中学校が開校。当時の住所は山県郡富波村富永字久尾495。
- 1949年（昭和24年）3月18日 - 隣接地に富波小学校が移転。
- 1955年（昭和30年）4月1日 - 山県郡西武芸村、富波村、谷合村、葛原村、北山村、北武芸村および武儀郡乾村と合併し美山村が発足。同時に美山村立富波中学校に改称する。
- 1964年（昭和39年）4月1日 - 美山村が町制施行にともない美山町となる。同時に美山町立富波中学校に改称する。
- 1966年（昭和41年）3月31日 - 西武芸中学校、乾中学校と統合し、美山南中学校の新設により廃校。